# 운양동
운양동(雲陽洞)은 대한민국 경기도 김포시 중앙부 중 한강 유역에 위치한 행정동이다.

## 역사
- 2015년 2월 2일 : 운양동이 김포2동으로부터 분동하였다.

## 법정동
- 운양동

## 아파트
| 단지명                      | 건설사                     | 시행사       | 주소             | 입주        | 비고              |
| --------------------------- | -------------------------- | ------------ | ---------------- | ----------- | ----------------- |
| 한강신도시 운양역 푸르지오  | 대우건설                   | 한국자산신탁 | 모담공원로 17    | 2016년 2월  |                   |
| 한강신도시 리버 에일린의 뜰 | 아이에스동서               | 아이에스동서 | 김포대로 1430    | 2017년 11월 |                   |
| 한강신도시 e편한세상        | 대림산업 쌍용건설 서희건설 | 김포도시공사 | 김포한강11로 287 | 2012년 7월  | 2차는 마산동 소재 |
| 한강신도시 반도유보라 6차   | 반도건설                   | 대현개발㈜   | 모담공원로 53    | 2017년 10월 |                   |
| 한강신도시 이랜드타운힐스   | 이랜드건설㈜               | 이랜드건설㈜ |                  |             |                   |

## 교육
- 김포운양초등학교
- 김포청수초등학교
- 김포하늘빛초등학교
- 하늘빛중학교
- 운양고등학교
- 김포제일고등학교
- 김포대학교 글로벌캠퍼스